# 1594
1594 (MDXCIV) a fost un an comun al calendarului gregorian, care a început într-o zi de sâmbătă.

## Evenimente
- 13 noiembrie: Declanșarea insurecției antiotomane la București și Iași.
- Aderarea Transilvaniei și Moldovei la Liga Creștină.

## Nașteri
- 19 februarie: Henric Frederick, Prinț de Wales (d. 1612)
- 11 mai: Charlotte Marguerite de Montmorency, Prințesă de Condé (d. 1650)
- 3 iunie: César de Bourbon, duce de Vendôme, fiul nelegitim al regelui Henric al IV-lea al Franței (d. 1665)
- 15 iunie: Nicolas Poussin, pictor francez (d. 1665)
- 30 septembrie: Marc-Antoine Girard de Saint-Amant, poet francez (d. 1661)
- 19 decembrie: Regele Gustav al II-lea Adolf al Suediei (d. 1632)

## Decese
- 2 februarie: Giovanni Pierluigi da Palestrina  (n. 1525)
- 31 mai: Tintoretto pictor italian (n. 1518)
- 2 decembrie: Gerardus Mercator  (n. 1512)
- 14 iunie: Orlando di Lasso  (n. 1532)
- 16 iulie: Thomas Kyd  (n. 1558)
- 30 mai: Bálint Balassi poet maghiar (n. 1554)
- 29 noiembrie: Alonso de Ercilla  (n. 1533)
- 5 august: Eleonora de Austria (1534–1594) ducesă de Mantua-Monferrat (n. 1534)
- 1 iulie: Petru Șchiopul principe al Moldovei din iunie 1574 până în noiembrie 1577 (n. 1537)
- dată necunoscută: Jean Cousin cel Tânăr pictor francez (n. 1522)
- 11 septembrie: Baltazar Báthory  (n. 1560)
- dată necunoscută: Cristóvão Lopes pictor portughez (n. 1516)
- 5 februarie: François de Foix  (n. 1512)